# Millerntor-Stadion
Millerntor-Stadion (1970–1998: Wilhelm-Koch-Stadion) er et fodboldstadion i Hamburgbydelen Sankt Pauli. Stadionet er hjemmebane for fodboldklubben FC St. Pauli, 1. holdet spiller på stadionet. Millerntor har plads til 29.546 tilskuere.